# ديفيز إيباسي
ديفيز روجرز إيباسي مبوكا (من مواليد 2 فبراير 1993) هو لاعب كرة قدم محترف كاميروني يلعب كحارس مرمى لعب سابقاً في نادي أبها السعودي والمنتخب الكاميروني.